# Castiglione (Val d'Asta)

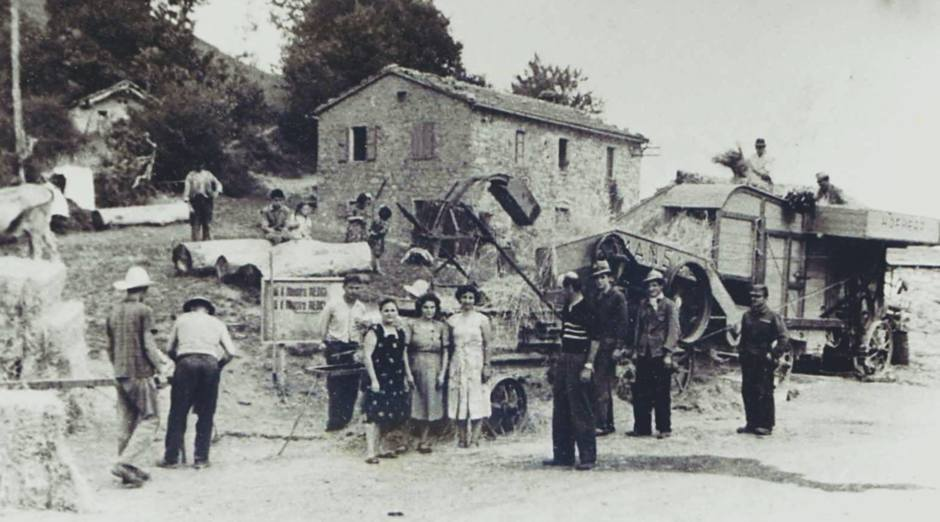
Funzionamento di una trebbiatrice a Castiglione

Castiglione in Val d'Asta, è un borgo situato nel comune di Villa Minozzo a sud del borgo di Governara. L'etimologia del nome è dovuta alla parola latina Castrum, da cui Castione e quindi Castiglione, l'accampamento da dove partirono Coriolanus e Bellocius lasciando Astilius, il primo abitante del luogo.

## Storia
Una scritta "Hic Astilius fuit habitator primus"   indica questa permanenza, ed è ad Astilius che si attribuiscono i primi insegnamenti ai pastori locali sul diritto, sul lavoro della terra e sull'arte della guerra. Per molti anni gli abitanti di Castione vennero censiti con quelli di Governara essendo, fino al XIX, composto da sole 3 famiglie. Nel 1615 il paese contava 144 abitanti distribuiti tra 28 famiglie. Nel 1632 subì il flagello della peste, subendo poi una quarantena di 2 anni, con il divieto, anche per la valle, di transumare con gli armenti. Durante il contagio i morti venivano portati a qualche centinaio di metri a nord-est del paese in un punto detto ancor oggi "fossa dei morti". Si narra che dopo il contagio fu fatto un lavoro immane per riportare nelle stalle il bestiame inselvatichito.

## Territorio
Una vecchia strada di origine romana, di cui resta un tratto di pochi metri a nord del borgo, porta alle case più vecchie site a sud detto "lato stretto". Le case erano protetta dal vento, ma dopo la seconda guerra mondiale, queste, sono quasi del tutto scomparse. Risalendo dal "lato stretto" si giunge alla posizione strategica del borgo, dalla quale si può dominare tutta la valle. Gli edifici più vecchi risalgono al 1400, edifici il cui stile murario richiama i caratteristici stili della Toscana del tempo. Nel paese troviamo un bel portale architravato, di fronte al quale, su un muro diroccato, è visibile una finestra con rosa celtica, anch'essa architravata. Questa costruzione è stata metaforicamente testimone dell'ultima scorreria dei lupi della valle. Più in alto, si trovano due bei portali in arenaria zigrinata, sulla cui chiave a volta si può osservare il blasone di famiglia. Nel borgo vi era una fornace, la cui prova della sua esistenza, è la presenza di coppi di copertura; inoltre fu costruito un mulino azionato ad acqua e una segheria a vapore. La parte più alta del paese è del 1700, come testimoniano le coperture a lastre.